# El arpa birmana
El arpa birmana (ビルマの竪琴,  Biruma no tategoto) es una película japonesa en blanco y negro de 1956, dirigida por Kon Ichikawa.
Está basada en la novela juvenil homónima, del escritor japonés Michio Takeyama.  Es la primera película de Ichikawa que se vio fuera de su país natal, y es "una de las primeras películas en retratar los efectos de la Segunda Guerra Mundial desde el punto de vista del ejército japonés." La película estuvo nominada para el Premio Óscar de 1957, en la categoría Mejor Película en lengua extranjera, que había sido creada en esa entrega.
En 1985, Ichikawa rehízo la película a color, con actores diferentes.

## Sinopsis
El soldado japonés Mizushima (Shôji Yasui), se convierte en el intérprete oficial de arpa (o saung) de la banda del Capitán Inouye (Rentarō Mikuni), compuesta por soldados quiénes luchan y cantan para levantar la moral del ejército en la Campaña de Birmania de la Segunda Guerra Mundial. Cuándo están refugiados en un pueblo, se dan cuenta de que están siendo observados por soldados británicos. Recuperan su munición, mientras ven que las fuerzas enemigas avanzan. El Capitán Inouye dice a los hombres que canten, rían y aplaudan, para dar al ejército británico la impresión de que no han notado su presencia.  En vez de dispararles, los soldados británicos empiezan cantar la misma melodía. Se dan cuenta de que la guerra ha terminado con la rendición de Japón, y ellos también se rinden.
En el campamento, un capitán británico le pregunta a Mizushima sobre un grupo de soldados que todavía están luchando en la montaña, y le ordena a Mizushima que los convenza de rendirse en el plazo de media hora. Al llegar a la montaña casi recibe un disparo de los soldados fuera de control, hasta que se dan cuenta de que es japonés. Sube hasta la cueva donde se encuentran y le informa a su comandante que la guerra ha acabado y que se tienen que rendir. El comandante lo discute con los otros soldados, y unánimemente deciden luchar hasta el final. Mizushima les suplica que se rindan pero no lo hacen. Decide pedir más tiempo al comandante británico, pero cuándo ondea una bandera de rendición, los soldados japoneses creen que se está rindiendo, por lo que lo golpean hasta dejarlo inconsciente en el piso. La cueva es bombardeada y sólo Mizushima sobrevive. 
Es ayudado a reponerse de sus heridas por un monje.  Un día, Mizushima roba la túnica del monje y afeita su cabeza para camuflarse y no ser descubierto como soldado. Empieza un viaje al campamento donde sus camaradas fueron enviados. En su camino encuentra muchos cadáveres de soldados japoneses muertos, que decide enterrar.
El Capitán Inouye y sus hombres se preguntan que pasó y se aferran a la creencia de que Mizushima aún vive. Compran un loro y le enseñan a decir "Mizushima, volvamos juntos a Japón". Una anciana de la aldea lleva al loro al monje, que sospechan es Mizushima escondiéndose. Regresa al día siguiente con otro loro que dice "No, no puedo volver".  También le da al capitán una carta, donde explica que Mizushima ha decidido no volver a Japón con ellos, porque tiene que continuar enterrando muertos mientras estudia como monje y promueve la naturaleza pacífica de la humanidad. Declara en la carta que cuando acabe de enterrar todos los soldados caídos, entonces podrá regresar a Japón.

## Reparto
| Actor           | Personaje         |
| --------------- | ----------------- |
| Rentarō Mikuni  | Capitán Inouye    |
| Shoji Yasui     | PFC. Mizushima    |
| Jun Hamamura    | Soldado Ito       |
| Taketoshi Naito | Soldado Kobayashi |
| Kō Nishimura    | Baba              |

## Lanzamiento
En Japón, el estudio que encargó la película, Nikkatsu, la estrenó en dos partes, con tres semanas entre una y otra. La primera parte, de 63 minutos se estrenó el 21 de enero de 1956, y la segunda parte (80 minutos) el 12 de febrero del mismo año, ambos acompañados por películas de Cine B.  Su duración total de 143 minutos fue recortada a 116 minutos para su relanzamiento y exportación. Aparentemente esto disgustó a Ichikawa.

## Recepción

### Premios y nominaciones
- 1957 - Nominada a los Premios Óscar de la Academia, como mejor película en habla no inglesa.[2][4]
- 1957 - Premios Manichi, ganador de mejor banda sonora.[4]
- 1959 - Nominada al Nastro d'argento, premio del Sindicato Nacional de Periodistas de Cine de Italia, como mejor director extranjero.[4]
- Festival Internacional de Cine de Venecia - ganador de mención de honor en el Premio OCIC.[4]
- Festival Internacional de Cine de Venecia  - ganador del Premio San Giorgio a Kon Ichikawa.[4]
- Festival Internacional de Cine de Venecia - Nominado al León de Oro.[4]